# Philippe Kahn
Philippe Kahn (* 16. března 1952, Paříž) je americký matematik, programátor, vynálezce a podnikatel židovského původu narozený ve Francii. Proslul především vynálezem prvního mobilního telefonu s fotoaparátem a systému Turbo Pascal. Je držitelem řady dalších patentů v oblasti chytrých a mobilních telefonů, v posledních letech se věnuje aplikacím pro internet věcí. Ve známém Silicon Valley založil čtyři technologické společnosti: Fullpower Technologies(2005), LightSurf Technologies (1998), Starfish Software (1994) a Borland (1983). Vystudoval matematiku na Spolkové vysoké technické škole v Curychu a na univerzitě v Nice. Krom toho vystudoval skladbu a hru na flétnu na konzervatoři v Curychu. Již jako student se v 70. letech podílel na vývoji francouzského počítače Micral. V roce 1983 odešel do Spojených států.